# Підошва припая
Підошва припая — вузька прибережна частина припаю, що змерзлася з дном до глибини, що дорівнює товщині льоду (1.5-2.0 м). Підошва припая залишається нерухомою при припливо-відпливних коливаннях рівня моря і зберігається деякий час після злому припая.